# Leonie Schroder
Leonie Kira Emma Schroder (* 1974) ist eine britische Milliardenerbin. Nach dem Tod ihres Vaters Bruno Schroder im März 2019 übernahm sie seinen Sitz im Vorstand der Vermögensverwaltungsgesellschaft Schroders.

## Leben
Leonie Schroder gehört der fünften Generation der auf Johann Heinrich Schröder zurückgehenden deutsch-britischen Bankiersfamilie Schröder/Schroder an. Sie ist das einzige Kind aus der ersten Ehe von Bruno Schroder (1933–2019) mit Patricia Leonie Mary (Piffa), geb. Holt, einer Tochter des Offiziers Adran Holt. Ihre Eltern trennten sich in den frühen 1980er Jahren. Sie studierte an der  University of St Andrews.
Vor ihrem Eintritt bei Schroders war Leonie Schroder Vorstandsmitglied des Schroder Charity Trust, des Red Squirrel Survival Trust und mehrerer Gesellschaften für den Familiensitz Dunlossit House auf der schottischen Hebrideninsel Islay.
Von 1997 bis zur Scheidung 2014 war sie verheiratet mit Nicholas Francis Fane. Das Paar hat drei Kinder. Fane starb „plötzlich und tragisch“ im Alter von 57 Jahren am 19. Dezember 2014. Schroder und Fane hatten gemeinsam im Jahr 2000 das 1200 Acre (300 Hektar) große Anwesen Hurstbourne Park in Whitchurch (Hampshire) erworben. Haus und Park hatten früher der Familie der Earl of Portsmouth, seit dem frühen 20. Jahrhundert aber der finnlandschwedischen Familie Donner, zuletzt dem Parlamentsabgeordneten Patrick Donner gehört. Schroder und Fane planten große Umbauten zu einem Jagd-Anwesen. Park und Garten sind als grade II-Denkmal geschützt.

## Schroders
Zwei Wochen nach dem Tod ihres Vaters im März 2019 entschied der Vorstand von Schroders, dass Leonie Schroder dessen Sitz im Vorstand einnehmen sollte. Dies geschah, obwohl sie vorher nicht im Unternehmen oder in einem anderen Unternehmen der Finanzbranche tätig gewesen war. Wie ihr Vater ist sie als non-independent non-executive director nicht direkt geschäftsführend bei Schroders aktiv. Zusammen mit ihrer Cousine Claire Fitzalan Howard, geb. Mallinckrodt (* 1960),  vertritt sie im Vorstand den Familienanteil von 48 % am Unternehmen.

## Vermögen
Im Januar 2020 rangierten Schroder und ihre Familie auf Platz drei in der Liste der 50 größten Steuerzahlenden des Vereinigten Königreichs mit einer Zahlung von £116,8 Millionen aus ihrem rund £4 Milliarden umfassenden Vermögen. Sowohl 2020 als auch 2021 stand Leonie Schroder auf Platz 35 der Sunday Times Rich List, wobei sich ihr Familienvermögen in einem Jahr um £1,2 Milliarden auf £5,2 Milliarden gesteigert hatte.